# Щасливе число (lucky number)
Щасливе число (англ. lucky number) в теорії чисел — натуральне число з множини, що генерується «решетом», аналогічним решету Ератосфена, яке генерує прості числа.
Процес «відсіювання» розпочинається з повного списку натуральних чисел:
```
1, 2, 3, 4, 5, 6, 7, 8, 9, 10, 11, 12, 13, 14, 15, 16, 17, 18, 19, 20, 21, 22, 23, 24, 25, 26...
```

Кожне друге число (тобто всі парні числа) вилучається, залишаються лише непарні числа:
```
1,    3,    5,    7,    9,     11,     13,     15,     17,     19,     21,     23,     25...
```

Другий член новоутвореної послідовності — число 3. Тому кожне третє число з тих, що залишилися в списку, вилучається:
```
1,    3,          7,    9,             13,     15,             19,     21,             25...
```

Далі третім числом залишається — 7, отже кожен сьомий елемент нової послідовності вилучається:
```
1,   3,           7,    9,             13,     15,                     21,             25...
```

Цей процес постійно повторюється; числа, що залишилися, і є щасливими числами:
1, 3, 7, 9, 13, 15, 21, 25, 31, 33, 37, 43, 49, 51, 63, 67, 69, 73, 75, 79, 87, 93, 99, 105, 111, 115, 127, 129, 133, 135, 141, 151, 159, 163, 169, 171, 189, 193, 195, 201, 205, 211, 219, 223, 231, 235, 237, 241, 259, 261, 267, 273, 283, 285, 289, 297, 303, 307, 319, 321, 327, 331, 339, 349, 357, 361, 367, 385, 391, 393, 399, 409, 415, 421, 427, 429, 433, 451, 463, 475, 477, 483, 487, 489, 495, 511, 517, 519, 529, 535, 537, 541, 553, 559, 577, 579, 583, 591, 601, 613, 615, 619, 621, 631, 639, 643, 645, 651, 655, 673, 679, 685, 693, 699, 717, 723, 727, 729, 735, 739, 741, 745, 769, 777, … (послідовність A000959 з Онлайн енциклопедії послідовностей цілих чисел, OEIS).

## Історія
У 1955 році термін запропоновано в роботі Гардінера, Лазаруса, Метрополіса і Уляма. Також вони запропонували назвати це решето решетом Йосипа Флавія через його схожість із задачею Йосипа Флавія.

## Властивості
Щасливі числа за багатьма властивостями близькі до простих чисел. Наприклад, їх асимптотична щільність дорівнює {\displaystyle {\dfrac {1}{\ln {n}}},} тобто збігається з асимптотичною щільністю простих чисел; щасливі числа-близнюки і прості числа-близнюки також з'являються з близькою частотою. Пари щасливих чисел, що відрізняються на 4, 6, 8 і т. д., з'являються з частотою, близькою до частоти відповідних пар простих чисел. На щасливі числа можна поширити версію проблеми Гольдбаха. Існує безліч щасливих чисел. Через ці очевидні зв'язки із простими числами деякі математики припустили, що ці властивості можна знайти у ширшому класі множин цих чисел, згенерованих решетом невідомого виду, хоча теоретичні основи для цієї гіпотези надто малі.

## Щасливі прості числа
Щасливе просте число — це щасливе число, яке є простим. Невідомо, чи є нескінченною множина щасливих простих чисел. Першими числами цієї послідовності є числа:
3, 7, 13, 31, 37, 43, 67, 73, 79, 127, 151, 163, 193, … (послідовність A031157 з Онлайн енциклопедії послідовностей цілих чисел, OEIS).